# Schule für Osteuroparecht
Die Schule für Osteuroparecht (lit. Rytų Europos teisės mokykla, verk. RETM) ist die Einrichtung der Rechtsfakultät der Universität Vilnius, gegründet 2003 als Zentrum für Osteuropäisches Recht aufgrund der Zusammenarbeit mit Universität Sankt Petersburg. 

## Lage
Die Räume befinden sich in einem modernen Gebäudekomplex der Universität am nordöstlichen Stadtrand von Vilnius, etwa fünf Kilometer vom Stadtzentrum entfernt.

## Programm
Das Programm (Russisches Recht) dauer etwa 2 Semester. Es gibt 10 Intensivkurse von Wirtschaftsrechtsbereichen wie Gesellschaftsrecht, Arbeitsrecht etc. Der Intensivkurs beginnt am Freitag (Nachmittag) und endet am Samstag. Die Hochschullehrer sind die Lehrkräfte von der Rechtsfakultät der Universität Sankt Petersburg. Nach dem erfolgreichen Bestehen der Prüfungen und der Absolvierung des Programms werden Zertifikate ausgegeben.

## Leitung
Direktorin ist Dozentin der Universität Vilnius Ilona Michailovič.